# Бурбано, Эрнан
Эрнан Дарио Бурбано (исп. Hernán Darío Burbano; родился 5 марта 1988 года в Сантандер-де-Киличао, Колумбия) — колумбийский футболист, атакующий полузащитник клуба «Санта-Фе».

## Карьера
Бурбано в детстве выступал за различные любительские команды, пока в возрасте 17 лет не был принят в молодёжную команду «Депортиво Кали». Для получения игровой практики Эктор на протяжении трех сезонов выступал на правах аренды за клубы второго дивизиона колумбийского чемпионата «Кордобу» и «Атлетико Ла Сабана», а также команду Примеры «Депортиво Пасто». 21 февраля 2011 года в матче против «Медельина» Бурбано дебютировал за «Депортиво Кали». 24 апреля в поединке против «Энвигадо» Эктор забил свой первый мяч за клуб и помог команде одержать победу.
В начале 2012 года Бурбано перешёл в мексиканский «Леон», выступающий в Лиге Ассенсо. 8 января в матче против «Коррекаминос» он дебютировал в новом клубе. 29 января 2012 года в поединке против «Торос Неса» Эктор забил первый гол за клуб. По итогам сезона Клаусуры 2012 «Леон» завоевал путевку в Лигу MX. 22 июля в матче против «Керетаро» Бурбано дебютировал в мексиканской Примере. В этом же поединке он забил свой первый гол, реализовав пенальти.
В начале 2014 года Эрнан перешёл в УАНЛ Тигрес. 5 января в матче против «Америки» он дебютировал за «тигров». 27 июля в поединке против своего предыдущего клуба «Леона» Бурбано сделал «дубль» забив свои первые голы за новую команду. Летом 2015 года Бурбано вернулся в «Леон». Летом 2018 года Эрнан стал игроком «Санта-Фе». 25 августа в матче против «Атлетико Букараманга» он дебютировал за новую команду.